# هانزورج ويس
يوهان جورج ويس المعروف باسم هانزورج ويس (بالإنجليزية: Johann Georg Wyss)، (ولد في 19 سبتمبر 1935) هو رجل أعمال سويسري ملياردير ومتبرع لقضايا سياسية ليبرالية وبيئية في الولايات المتحدة. وهو المؤسس والرئيس السابق ورئيس مجلس إدارة شركة سينثيس هولدنج ايه جي، وهي شركة تصنيع الأجهزة الطبية. تمتلك مؤسسة (الويس) الخاصة به أكثر من 2 مليار دولار من الأصول. اعتبارًا من عام 2023، بلغت ثروة ويس 4.7 مليار دولار أمريكي، وفقًا لمجلة فوربس. وبعد أن تبرع بمئات الملايين من الدولارات لأسباب بيئية، قام مؤخرًا بزيادة تبرعاته للمجموعات التي تروج للقضايا التقدمية. وهو حاليًا الشريك في ملكية نادي تشيلسي لكرة القدم في الدوري الإنجليزي الممتاز.

## حياته الشخصية
وفي عام 2014، قال ويس إنه كان يحمل جواز سفر سويسريًا فقط وليس لديه بطاقة خضراء أمريكية. اعتبارًا من عام 2021، كتبت صحيفة نيويورك تايمز أنه «لم يكشف علنًا عما إذا كان يحمل الجنسية أو الإقامة الدائمة» في الولايات المتحدة،
يعيش ويس في وايومنغ. ابنته إيمي من سكان وايومنغ أيضًا. ويس هو متنزه ومتزلج ورحال متجول. وهو أيضًا طيار هواية. وهو يشارك في برامج التعليم في الهواء الطلق ويمول الجهود المحلية للحفاظ على موائل الحياة البرية والأراضي العامة في جبال روكي. 
في عام 2000، اشترى ويس 900-فدان (3.8 كـم2) مزرعة هالتر وكرم العنب في غرب باسو روبلز، كاليفورنيا. تضم المزرعة محمية للحياة البرية تبلغ مساحتها 1800 فدان ومزرعة عنب مساحتها 281 فدانًا تنتج 13 نوعًا من العنب باستخدام طرق معتمدة «الاستدامة في الممارسة». تستضيف المزرعة جولات وحصلت على لقب «أفضل تجربة في الكروم» من قبل مجلة سانسيت في عام 2015.
اعتبارًا من عام 2023، احتل ويس المرتبة 523 على قائمة فوربس للمليارديرات، بثروة صافية حيث تقدر بحوالي 4.7 مليار دولار. وهو يحتل المرتبة رقم 218 في قائمة بلومبرج للمليارديرات.
في 6 مايو 2022، أعلن نادي تشيلسي لكرة القدم أن النادي وافق على شروط مجموعة ملكية جديدة، والتي يعد ويس عضوًا فيها. تم الانتهاء من عملية الاستحواذ في 30 مايو 2022.